# Tart-le-Bas
Tart-le-Bas é uma comuna francesa na região administrativa da Borgonha-Franco-Condado, no departamento de Côte-d'Or. Estende-se por uma área de 4,69 km². Em 2010 a comuna tinha 254 habitantes (densidade: 54,2 hab./km²).